# Deutsche Hörbehinderten-Selbsthilfe
Der Deutsche Hörbehinderten Selbsthilfe e. V. (DHS) ist eine gemeinnützige Selbsthilfeorganisation für Schwerhörige und Ertaubte.
Sie wurde zunächst als Arbeitsgemeinschaft der Hörgeschädigten-Selbsthilfegruppen 1987 in Berlin gegründet; seit Herbst 1998 ist sie ein eingetragener Verein, der als Netzwerk für Betroffene und mit Betroffenen arbeitet. Die DHS ist bundesweit tätig. Ihre Mitglieder sind Einzelpersonen mit und ohne Hörbehinderung und Selbsthilfegruppen aus dem Bereich Hörbehinderung. Die Geschäftsstelle hat ihren Sitz in Köln. Die DHS ist Mitglied in der Deutschen Gesellschaft der Hörgeschädigten – Selbsthilfe und Fachverbände e. V. in Rendsburg.